# México en los Juegos Olímpicos de Los Ángeles 1932
México estuvo representado en los Juegos Olímpicos de Los Ángeles 1932 por un total de 73 deportistas, 71 hombres y 2 mujeres, que compitieron en 12 deportes.
La portadora de la bandera en la ceremonia de apertura fue la esgrimista Eugenia Escudero.

## Medallistas
El equipo olímpico mexicano obtuvo las siguientes medallas:
| Nombre            | Deporte | Competición                      |
| ----------------- | ------- | -------------------------------- |
| Oro               |         |                                  |
| —                 |         |                                  |
| Plata             |         |                                  |
| Francisco Cabañas | Boxeo   | 50,8 kg M                        |
| Gustavo Huet      | Tiro    | Rifle en posición tendida 50 m M |
| Bronce            |         |                                  |
| —                 |         |                                  |

## Resultados por deporte
México estuvo representado en 12 de las 17 disciplinas que otorgaron medalla en los Juegos Olímpicos.
Por primera vez en la historia el país contó con dos mujeres como parte de su delegación.
Además, México participó por primera vez en ciclismo, equitación, gimnasia, lucha, natación y pentatlón moderno, y regresó a las competencias de tiro después de 8 años de ausencia.

### Atletismo
Jesús Moraila fue el único atleta que compitió en Ámsterdam 1928 y repitió en esta ocasión.
El país hizo su debut en las pruebas de 400 metros vallas, salto triple y lanzamiento de martillo varonil, así como en el lanzamiento de jabalina en ambas ramas, en esta última prueba María Uribe se convirtió en la primera mujer en representar a México en unas Olimpiadas.
México también regresó a las pruebas olímpicas de 10,000 metros y de 100 metros con vallas, en las cuales participó en París 1924, pero se ausentó en 1928.
Fernando A. Ortiz fue el primer mexicano en clasificar a unos cuartos de final en los 100 metros planos, Juan Morales fue el primero que logró terminar una prueba de 10,000 metros, Margarito Crespo logró la mejor posición y tiempo en el maratón y Esteban Crespo logró la que en ese momento era la mejor distancia del país en el salto de longitud.
Varonil
Pista y ruta
| Atleta                                                       | Evento          | Heat      | Heat     | Cuartos de final | Cuartos de final | Semifinal   | Semifinal | Final        | Final        |
| Atleta                                                       | Evento          | Resultado | Posición | Resultado        | Posición         | Resultado   | Posición  | Resultado    | Posición     |
| ------------------------------------------------------------ | --------------- | --------- | -------- | ---------------- | ---------------- | ----------- | --------- | ------------ | ------------ |
| Fernando A. Ortiz                                            | 100 m           | 11.2      | 3 Q      | 11.0             | 5                | No avanzó   | No avanzó | No avanzó    | No avanzó    |
| Jesús Moraila                                                | 100 m           | 11.2      | 4        | No avanzó        | No avanzó        | No avanzó   | No avanzó | No avanzó    | No avanzó    |
| Fernando Ramírez                                             | 100 m           | 11.4      | 4        | No avanzó        | No avanzó        | No avanzó   | No avanzó | No avanzó    | No avanzó    |
| Enrique Sánchez                                              | 200 m           | 22.8      | 4        | No avanzó        | No avanzó        | No avanzó   | No avanzó | No avanzó    | No avanzó    |
| Everardo Múzquiz                                             | 200 m           | 23.0      | 5        | No avanzó        | No avanzó        | No avanzó   | No avanzó | No avanzó    | No avanzó    |
| Carlos de Anda                                               | 400 m           | 49.8      | 4        | No avanzó        | No avanzó        | No avanzó   | No avanzó | No avanzó    | No avanzó    |
| Manuel Álvarez                                               | 400 m           | 49.9      | 6        | No avanzó        | No avanzó        | No avanzó   | No avanzó | No avanzó    | No avanzó    |
| Ricardo Argüello                                             | 400 m           | 50.9      | 4        | No avanzó        | No avanzó        | No avanzó   | No avanzó | No avanzó    | No avanzó    |
| José Lucilo Iturbe                                           | 800 m           |           |          |                  |                  | 1:55.6      | 6         | No avanzó    | No avanzó    |
| Manuel Vasconcelos                                           | 800 m           |           |          |                  |                  | 2:00.0      | 6         | No avanzó    | No avanzó    |
| Amilio Rodríguez                                             | 1500 m          |           |          |                  |                  | Desconocido | 7         | No avanzó    | No avanzó    |
| Jaime Merino                                                 | 1500 m          |           |          |                  |                  | DNF         |           | No avanzó    | No avanzó    |
| Pablo Ortiz                                                  | 1500 m          |           |          |                  |                  | 4:18.0      | 6         | No avanzó    | No avanzó    |
| Valentín González Ávila                                      | 5000 m          |           |          |                  |                  | 16:00.0     | 8         | No avanzó    | No avanzó    |
| Juan Morales Rodríguez                                       | 5000 m          |           |          |                  |                  | DNF         |           | No avanzó    | No avanzó    |
| Juan Morales Rodríguez                                       | 10000 m         |           |          |                  |                  |             |           | 32:03.0      | 7            |
| Roberto Sánchez Ramírez                                      | 110 m vallas    | 15.7      | 4        |                  |                  | No avanzó   | No avanzó | No avanzó    | No avanzó    |
| Alfredo Gamboa                                               | 110 m vallas    | 15.4      | 6        |                  |                  | No avanzó   | No avanzó | No avanzó    | No avanzó    |
| Alfonso González                                             | 400 m vallas    | 56.7      | 5        |                  |                  | No avanzó   | No avanzó | No avanzó    | No avanzó    |
| Ricardo Argüello Jesús Moraila Manuel Álvarez Carlos de Anda | Relevo 4x400 m- | 3:28.5    | 4        |                  |                  |             |           | No avanzaron | No avanzaron |
| Margarito Pomposo Baños                                      | Maratón         |           |          |                  |                  |             |           | 3:10.51      | 20           |
| Santiago Hernández                                           | Maratón         |           |          |                  |                  |             |           | No terminó   | No terminó   |

Eventos de campo
| Atleta                           | Evento                  | Clasificación | Clasificación | Final     | Final    |
| Atleta                           | Evento                  | Distancia     | Posición      | Distancia | Posición |
| -------------------------------- | ----------------------- | ------------- | ------------- | --------- | -------- |
| Esteban Crespo                   | Salto de longitud       |               |               | 5.83      | 10       |
| Salvador Alanís                  | Salto triple            |               |               | 13.28     | 15       |
| Adolfo Clouthier                 | Lanzamiento de jabalina |               |               | 46.38     | 12       |
| Miguel Camberos                  | Lanzamiento de jabalina |               |               | 63.24     | 6        |
| Francisco Domingo Dávila Robledo | Lanzamiento de martillo |               |               | 41.61     | 11       |

Femenil
Eventos de campo
| Atleta            | Evento                  | Clasificación | Clasificación | Final     | Final    |
| Atleta            | Evento                  | Distancia     | Posición      | Distancia | Posición |
| ----------------- | ----------------------- | ------------- | ------------- | --------- | -------- |
| María Uribe Jasso | Lanzamiento de jabalina |               |               | 33.66 m   | 7        |

### Boxeo
México participó por primera vez en los pesos wélter y mediano
| Atleta            | Evento       | Ronda de 16        | Cuartos de final   | Semifinales        | Final              | Final            |           |
| Atleta            | Evento       | Oponente Resultado | Oponente Resultado | Oponente Resultado | Oponente Resultado | Posición         |           |
| ----------------- | ------------ | ------------------ | ------------------ | ------------------ | ------------------ | ---------------- | --------- |
| Francisco Cabañas | Peso mosca   | Bye                | Duke (RSA) G       | Pardoe (GBR) G     | Énekes (HUN) P     | Medalla de plata |           |
| Sabino Tirado     | Peso gallo   | Lang (EUA) P       | No avanzó          | No avanzó          | No avanzó          | No avanzó        | No avanzó |
| Miguel Araico     | Peso pluma   | Hines (EUA) P      | No avanzó          | No avanzó          | No avanzó          | No avanzó        | No avanzó |
| Manuel Ponce      | Peso ligero  | Mayor (EUA) P      | No avanzó          | No avanzó          | No avanzó          | No avanzó        | No avanzó |
| Alberto Romero    | Peso wélter  | Lang (GBR) P       | No avanzó          | No avanzó          | No avanzó          | No avanzó        | No avanzó |
| Manuel Cruz       | Peso mediano | Bye                | Barth (EUA) P      | No avanzó          | No avanzó          | No avanzó        | No avanzó |

### Ciclismo

#### Ruta
| Atleta           | Evento     | Tiempo   | Posición |
| ---------------- | ---------- | -------- | -------- |
| Cruz Manuel Díaz | Individual | 3:01:8.2 | 33       |

#### Pista
| Atleta         | Evento       | Tiempo | Posición |
| -------------- | ------------ | ------ | -------- |
| Ernesto Grobet | Contrarreloj | 1:25.2 | 9        |

| Atleta                  | Evento               | Heats  | Heats    | Repesca | Repesca  | Cuartos de final                 | Semifinal                        | Final                            | Final     |
| Atleta                  | Evento               | Tiempo | Posición | Tiempo  | Posición | Oponente Tiempo Velocidad (km/h) | Oponente Tiempo Velocidad (km/h) | Oponente Tiempo Velocidad (km/h) | Posición  |
| ----------------------- | -------------------- | ------ | -------- | ------- | -------- | -------------------------------- | -------------------------------- | -------------------------------- | --------- |
| Enrique Heredia Gambino | Velocidad individual |        | 3        |         | 3 E      | No avanzó                        | No avanzó                        | No avanzó                        | No avanzó |

### Clavados
Fue la segunda participación de México en los clavados y con cinco competidores fue hasta ese momento su equipo más grande, Federico Mariscal compitió en sus segundos Juegos Olímpicos.
Varonil
| Atleta                    | Evento               | Final  | Final    |
| Atleta                    | Evento               | Puntos | Posición |
| ------------------------- | -------------------- | ------ | -------- |
| Federico Mariscal Abascal | Trampolín 3 metros   | 111.98 | 10       |
| Alfonso Mariscal          | Trampolín 3 metros   | 88.32  | 13       |
| Antonio Mariscal          | Trampolín 3 metros   | 97.28  | 12       |
| Carlos Curiel             | Plataforma 10 metros | 83.82  | 5        |
| Jesús Flores Alba         | Plataforma 10 metros | 77.94  | 6        |

### Competencias artísticas
Ángel Zárraga compitió por segunda vez en Juegos Olímpicos, y México participó por primera vez con trabajos de dos artistas.
| Competidor           | Evento  | Obra                 | Resultado   |
| -------------------- | ------- | -------------------- | ----------- |
| Ángel Zárraga        | Pintura | Three Soccer Players | Sin medalla |
| José Clemente Orozco | Pintura | Athlete Resting      | Sin medalla |

### Equitación

#### Adiestramiento
| Atleta                    | Caballo | Evento     | Puntuación | Posición |
| ------------------------- | ------- | ---------- | ---------- | -------- |
| Gabriel Gracida Jaramillo | El Pavo | Individual | 846.25     | 9        |

#### Concurso completo
| Atleta               | Caballo   | Evento     | Adiestramiento | Adiestramiento | Cross-country  | Cross-country  | Cross-country  | Salto          | Salto          | Total          | Total          |                |
| Atleta               | Caballo   | Evento     | Puntos         | Posición       | Puntos         | Total          | Posición       | Puntos         | Posición       | Puntos         | Posición       |                |
| -------------------- | --------- | ---------- | -------------- | -------------- | -------------- | -------------- | -------------- | -------------- | -------------- | -------------- | -------------- | -------------- |
| José Pérez Allende   | El Torero | Individual | 171.167        | 13             | Eliminado      | Eliminado      | No terminó     | No terminó     | No terminó     | No terminó     | No terminó     | No terminó     |
| Armando Barriguete   | Monza     | Individual | 119.167        | 14             | No se presentó | No se presentó | No se presentó | No se presentó | No se presentó | No se presentó | No se presentó | No se presentó |
| Carlos H. Mejía      |           | Individual | No se presentó | No se presentó | No se presentó | No se presentó | No se presentó | No se presentó | No se presentó | No se presentó | No se presentó |                |
| Procopio Ortiz Reyes |           | Individual | No se presentó | No se presentó | No se presentó | No se presentó | No se presentó | No se presentó | No se presentó | No se presentó | No se presentó |                |
| Andrés Bocanegra     |           | Individual | No se presentó | No se presentó | No se presentó | No se presentó | No se presentó | No se presentó | No se presentó | No se presentó | No se presentó |                |

### Esgrima
México estableció un récord de participantes en este deporte con 10 esgrimistas participando.
El país compitió por primera ocasión en las pruebas de florete y sable, tanto individual como en equipos, así como en la prueba de espada por equipos.
Eugenia Escudero fue la primera mujer en representar al país en esta disciplina.
Varonil
| Atleta                      | Evento | Ronda 1 | Ronda 1  | Semifinal | Semifinal | Final     | Final     |
| Atleta                      | Evento | Puntos  | Posición | Puntos    | Posición  | Puntos    | Posición  |
| --------------------------- | ------ | ------- | -------- | --------- | --------- | --------- | --------- |
| Gerónimo Enrique Delgadillo | Espada | 4       | 10       | No avanzó | No avanzó | No avanzó | No avanzó |
| Eduardo Prieto López        | Espada | 7       | 6        | 4         | 8         | No avanzó | No avanzó |
| Eduardo Prieto Souza        | Espada | 4       | 7        | No avanzó | No avanzó | No avanzó | No avanzó |

| Atleta                                                                         | Evento              | Primera ronda | Primera ronda | Primera ronda | Semifinal | Semifinal | Semifinal | Final     | Final     | Final     |
| Atleta                                                                         | Evento              | CG            | CP            | Posición      | CG        | CP        | Posición  | CG        | CP        | Posición  |
| ------------------------------------------------------------------------------ | ------------------- | ------------- | ------------- | ------------- | --------- | --------- | --------- | --------- | --------- | --------- |
| Gerónimo Delgadillo Eduardo Prieto López Eduardo Prieto Souza Francisco Valero | Espada por equipos  | 0             | 0             | 1             | 0         | 2         |           | No avanzó | No avanzó | No avanzó |
| Leobardo Candiano Hernández                                                    | Florete             | 0             | 6             | 7             | No avanzó | No avanzó | No avanzó | No avanzó | No avanzó | No avanzó |
| Raymundo Izcoa                                                                 | Florete             | 2             | 6             | 8             | No avanzó | No avanzó | No avanzó | No avanzó | No avanzó | No avanzó |
| Eduardo Prieto López                                                           | Florete             | 2             | 6             | 7             | No avanzó | No avanzó | No avanzó | No avanzó | No avanzó | No avanzó |
| Leobardo Candiani Raymundo Izcoa Eduardo Prieto López Jesús Sánchez Hernández  | Florete por equipos | 0             | 2             | 3             | No avanzó | No avanzó | No avanzó | No avanzó | No avanzó | No avanzó |
| Gerónimo E. Delgadillo                                                         | Sable               | 1             | 5             | 7             | No avanzó | No avanzó | No avanzó | No avanzó | No avanzó | No avanzó |
| Francisco Valero Recio                                                         | Sable               | 2             | 5             | 6             | 2         | 6         | 9         | No avanzó | No avanzó | No avanzó |
| Antonio Haro Oliva                                                             | Sable               | 5             | 3             | 3             | 1         | 5         | 8         | No avanzó | No avanzó | No avanzó |
| Gerónimo Delgadillo Antonio Haro Nicolás Reyero Francisco Valero               | Sable por equipos   | 0             | 2             | 4             | No avanzó | No avanzó | No avanzó | No avanzó | No avanzó | No avanzó |

Femenil
| Atleta           | Evento  | Primera ronda | Primera ronda | Primera ronda | Final     | Final     | Final     |
| Atleta           | Evento  | CG            | CP            | Posición      | CG        | CP        | Posición  |
| ---------------- | ------- | ------------- | ------------- | ------------- | --------- | --------- | --------- |
| Eugenia Escudero | Florete | 0             | 6             | 9             | No avanzó | No avanzó | No avanzó |

### Gimnasia
| Atleta                 | Evento               | Puntuación Total | Posición |
| ---------------------- | -------------------- | ---------------- | -------- |
| Ismael Mosqueira       | Barra horizontal     | 32.8             | 9        |
| Ismael Mosqueira       | Caballo con arzones  | 41.8             | 10       |
| Vicente Mayagoitia     | Anillos              | 50.9             | 9        |
| Vicente Mayagoitia     | Barras paralelas     | 44.9             | 13       |
| Francisco José Álvarez | Barras paralelas     | 41.2             | 15       |
| Francisco José Álvarez | Anillos              | 48.4             | 11       |
| Francisco José Álvarez | Lanzamiento de mazas | 25.4             | 4        |

### Lucha
Los luchadores eran eliminados al acumular cinco "puntos negativos".
Libre
| Atleta         | Evento      | Ronda 1            | Ronda 2            | Ronda 3            | Ronda 4            | Final              | Puntos    | Posición  |
| Atleta         | Evento      | Oponente Resultado | Oponente Resultado | Oponente Resultado | Oponente Resultado | Oponente Resultado | Puntos    | Posición  |
| -------------- | ----------- | ------------------ | ------------------ | ------------------ | ------------------ | ------------------ | --------- | --------- |
| Fidel Arellano | Peso pluma  | Chasson (FRA) P    | Taylor (GBR) P     | No avanzó          | No avanzó          | No avanzó          | No avanzó | No avanzó |
| Raúl López     | Peso wélter | Van Bebber (USA) P | Se retiró          | Se retiró          | Se retiró          | Se retiró          | Se retiró | Se retiró |

### Natación
| Atleta                   | Evento       | Heat    | Heat     | Semifinal | Semifinal | Final     | Final     |
| Atleta                   | Evento       | Tiempo  | Posición | Tiempo    | Posición  | Tiempo    | Posición  |
| ------------------------ | ------------ | ------- | -------- | --------- | --------- | --------- | --------- |
| Pablo Zierold Reyes      | 200 m Pecho  | 3:16.2  | 5        | No avanzó | No avanzó | No avanzó | No avanzó |
| Ignacio Gutiérrez Escoto | 400 m Libre  | 59:29.1 | 4        | No avanzó | No avanzó | No avanzó | No avanzó |
| Manuel Villegas Bouchez  | 400 m Libre  | 1:54.2  | 5        | No avanzó | No avanzó | No avanzó | No avanzó |
| Manuel Villegas Bouchez  | 1500 m Libre | 23:40.0 | 4        | No avanzó | No avanzó | No avanzó | No avanzó |
| Igancio Gutiérrez Escoto | 1500 m Libre | 22:39.2 | 4        | No avanzó | No avanzó | No avanzó | No avanzó |

### Pentatlón moderno
| Atleta                          | Equitación (cross-country) | Equitación (cross-country) | Equitación (cross-country) | Esgrima (espada - un toque) | Esgrima (espada - un toque) | Tiro (10 m pistola de aire) | Tiro (10 m pistola de aire) | Natación (300 m estilo libre) | Natación (300 m estilo libre) | Carrera (4000 m) | Carrera (4000 m) | Total de puntos | Posición final |
| Atleta                          | Penalizaciones             | Tiempo                     | Posición                   | Resultados (V–E–D)          | Posición                    | Puntos                      | Posición                    | Tiempo                        | Posición                      | Tiempo           | Posición         | Total de puntos | Posición final |
| ------------------------------- | -------------------------- | -------------------------- | -------------------------- | --------------------------- | --------------------------- | --------------------------- | --------------------------- | ----------------------------- | ----------------------------- | ---------------- | ---------------- | --------------- | -------------- |
| Heriberto Anguiano de la Fuente | DNF                        | DNF                        | DNF                        | No inició                   | No inició                   | No inició                   | No inició                   | No inició                     | No inició                     | No inició        | No inició        | No inició       | No inició      |
| Miguel Ortega Casanova          | DNF                        | DNF                        | DNF                        | 11–3–9                      | 20                          | 188                         | 8                           | Sin crono                     | 24                            | 18:33.4          | 19               | 95              | 21             |
| José Morales Mendoza            | 82                         | 13:16.0                    | 17                         | 3–3–17                      | 24                          | 162                         | 22                          | 7:21.9                        | 22                            | 22:55.6          | 24               | 109             | 24             |

### Tiro
México participó en las pruebas de tiro por primera vez desde 1924, con cinco deportistas superó el que en ese momento era su récord de dos participantes.
También fue la primera vez que participó en pruebas de rifle.
| Arnulfo Hernández      | Pistola rápida 25 metros     | 18 | 1 | 6 | 1 | 5 | 7 | No avanzó | No avanzó | No avanzó | No avanzó | No avanzó | No avanzó | No avanzó | No avanzó        | No avanzó | No avanzó | No avanzó |
| Arturo Villanueva      | Pistola rápida 25 metros     | 18 | 1 | 6 | 1 | 6 | 1 | 5         | 4         | No avanzó | No avanzó | No avanzó | No avanzó | No avanzó | No avanzó        | No avanzó | No avanzó | No avanzó |
| Gustavo Salinas        | Pistola rápida 25 metros     | 18 | 1 | 6 | 1 | 5 | 7 | No avanzó | No avanzó | No avanzó | No avanzó | No avanzó | No avanzó | No avanzó | No avanzó        | No avanzó | No avanzó | No avanzó |
| Gustavo Salinas        | Rifle 50 m, posición tendida |    |   |   |   |   |   |           |           |           |           |           |           | 289       | 11               |           |           |           |
| Carlos Guerrero        | Rifle 50 m, posición tendida |    |   |   |   |   |   |           |           |           |           |           |           | 290       | 10               |           |           |           |
| Gustavo Huet Bobadilla | Rifle 50 m, posición tendida |    |   |   |   |   |   |           |           |           |           |           |           | 294       | Medalla de plata |           |           |           |